# Édson Ribeiro
Édson Ribeiro (Édson Luciano Ribeiro; * 8. Dezember 1972 in Bandeirantes, Paraná) ist ein ehemaliger brasilianischer Sprinter, dessen Spezialstrecke der 100-Meter-Lauf war.
Sein größter Erfolg war der Gewinn von zwei olympischen Medaillen mit der brasilianischen 4-mal-100-Meter-Staffel. Er gewann 1996 in Atlanta gemeinsam mit Arnaldo da Silva, Robson da Silva und André da Silva in 38,41 s die Bronzemedaille hinter den Mannschaften aus Kanada und den Vereinigten Staaten.
2000 in Sydney wurde Ribeiro auf der zweiten Position des Staffellaufs eingesetzt und gewann mit Vicente de Lima, André da Silva und Claudinei da Silva in 37,90 s die Silbermedaille hinter den US-Amerikanern.
Ebenfalls mit Staffelmedaillen wurde Ribeiro bei den Weltmeisterschaften 1999 in Sevilla (Bronze) und 2003 in Paris/Saint-Denis (Silber) ausgezeichnet.
Als Einzelstarter wurde Ribeiro 1999 in Bogotá im 200-Meter-Lauf und 2003 im 100-Meter-Lauf Südamerika-Meister, während er 1995 auf der kurzen Sprintstrecke Vizemeister wurde.
Ribeiro ist 1,90 m groß und wiegt 95 kg.

## Persönliche Bestzeiten
- 100 m: 10,14 s, 17. Juli 1998, Lissabon
- 200 m: 20,60 s, 31. Juli 1996, Atlanta